# Telêmaco Borba
Telêmaco Borba là một đô thị thuộc bang Paraná, Brasil. Đô thị này có diện tích 1225,676 km², dân số năm 2007 là 70584 người, mật độ 52,4 người/km².